# Ільяс (пророк)
Іл'яс (араб. إلياس), (біблійний Еліягу / Ілля) — один із пророків (набі) Аллаха, який був надісланий до народу Ізраїлю

## Історія Іл'яса в Корані
В Корані Іл'яс названий праведником, віруючим і посланцем. Йдеться про те, що він закликав своїх одноплемінників відмовитися від віри Ваалу і увірувати в Аллаха. Однак вони вважали його слова брехнею. В Корані сказано, що за це вони будуть покарані у майбутньому, а Іл'яс буде славним у наступних поколіннях (6:85; 37:123—132). Коранічна оповідь містить згадки про проповідь Іл'яса своєму народові. Згадка про Ваала вказує на зв'язок з біблійною оповіддю. Для трактування коранічних згадок про Іл'яса були використані різні юдейські і християнські перекази про Еліягу пророка.

## Іл'яс у мусульманському переданні
У післякоранічному переданні йдеться про праведника Іл'яса, якого народ не слухав і переслідував. Аллах дарував йому владу над дощем, а потім возніс на небеса, де Іл'яс став напівлюдиною-напівангелом. Разом з іншим «безсмертним», аль-Хадиром, Іл'яс постійно подорожує світом, був коло джерела безсмертя, регулярно відвідує Єрусалим та Мекку. Коли Іл'яс і аль-Хадир розлучаються, то промовляють одне одному слова, повторюючи які смертні люди можуть вберегтися від крадіжок, пожеж, паводків, укусів отруйних змій і комах і т. д. Іноді Іляса ідентифікують з аль-Хадиром чи іншим «безсмертним» — Ідрісом. Мотив вознесіння на небеса зробив Іл'яса одним із символів воскресіння і вічного життя в мусульманській міфології, популярним персонажем у народних віруваннях.